# Acacia comans
Acacia comans é uma espécie de leguminosa do gênero Acacia, pertencente à família Fabaceae.